# Паломничество в страну Востока
«Паломничество в страну Востока» (также в переводе Е. Шукшиной «Путешествие к земле Востока»; нем. Die Morgenlandfahrt) — повесть Германа Гессе, впервые опубликованная в 1932 году.

## Сюжет
Главный герой, некто Г. Г., рассказывает о путешествии, предпринятом им вместе с другими членами Ордена (в другом переводе — Братства). Каждый из них преследовал свои цели, так, Г. Г. хотел добиться любви принцессы Фатимы. Паломники шли малыми и большими группами, хотя иногда некоторым по тем или иным причинам требовалось пройти свой путь в одиночку.
Г. Г. упоминает, что паломничество было организовано после Мировой войны, но, тем не менее, участники похода перемещались как в пространстве, так и во времени, встречая на своём пути различных реально существовавших личностей и выдуманных персонажей. Паломникам было запрещено использовать современные механизмы и изобретения, например, поезда или часы; участники также должны были посетить на своём пути различные места, связанные с историей Ордена.
После того, как группа Г. Г. достигла Морбио-Инферьоре, была обнаружена пропажа слуги Лео, который нёс важные вещи, а возможно и устав Ордена. Паломники восприняли это событие болезненно, между ними начались раздоры и они и не смогли продолжить путешествие далее.
Спустя десять лет Г. Г. приходит к своему знакомому писателю Лукасу и рассказывает об Ордене, о Лео и о своём желании написать книгу о паломничестве. Лукас советует поискать имя Лео в городском телефонном справочнике. Г. Г. отправляется по указанному адресу и находит там своего бывшего соратника. Но Лео отказывается признавать какое-либо отношение к Ордену и утверждает, что вовсе не знает Г. Г. , а, точнее, не хочет знать.
Тем не менее, на следующий день герой обнаруживает в своей комнате Лео, который по приказу Ордена должен привести Г. Г. к Высокому совету. Становится ясно, что Лео не просто слуга, а сам Высший из Высших. Несмотря на все проступки, героя оправдывают и возвращают звание члена Ордена, а также предоставляют возможность работы в архиве. Постепенно Г. Г. всё больше и больше углубляется в различные отделы и документы, пока не находит собственный отдел, где замечает стоящую в нише статуэтку, изображающую две сросшихся спинами фигуры — фигуру увядающего Г. Г. и фигуру цветущего и полного сил Лео.

## Орден
В романе Орден представлен, как некая тайная организация, существующая уже многие сотни лет, чья история настолько стара и запутана, что все попытки каким-то образом описать её заканчивались неудачей. Среди современников главного героя Орден ошибочно воспринимался, как очередная из бесчисленных организаций, возникших в начале XX века.
Автор упоминает, что существует некий «Устав Ордена», о местонахождении которого ничего не известно. Он был создан Мастером на неизвестном древнем языке. Оригинал был утерян, но, по слухам, существовало ещё четыре перевода, находящихся в древних столицах.
Среди членов Ордена упоминаются, как реально существовавшие, так и вымышленные личности, например, Платон, Дон Кихот, Новалис, Лао-цзы и другие.
Управляется орден Высоким советом, в который входят Моцарт, Клингзор, Альберт Великий, Васудева, и другие. Высшим из Высших является слуга Лео.

## Страна Востока
В книге «страна Востока» выступает не как географическая цель путешествия, а как символ познания души, жизненной цели. Гессе пишет:

… нашей целью был не просто Восток, более того: наш Восток был не просто страной, не чем-то географическим; это была родина и юность души, это было Везде и Нигде, это было слияние всех времен.
Сам по себе, введенный ещё Мартином Лютером термин «страна Востока» (нем. Morgenland) в немецком языке является устаревшим обозначением для стран Ближнего востока.

## Создание и публикация
Работу над «Паломничеством в страну Востока» Гессе начал в 1930 году в Монтаньолле незадолго до переезда из Casa Camuzzi в новый дом. В апреле 1931 рукопись была опубликована в журнале «Corona». Роман писатель посвятил своему другу меценату Гансу Бодмеру и его жене. В 1932 году «Паломничество в страну Востока» вышло отдельной книгой в издательстве «S. Fischer Verlag».
В письме Алисе Лётольд Гессе писал о своей новой книге:

Символика такой книги не нуждается в том, чтобы быть понятой читателем; нужно, чтобы он позволил её картинам проникнуть в себя. Эффект должен состоять в подсознательном восприятии.
В романе отражены многие автобиографические детали самого писателя: инициалы Г. Г., игра на скрипке, любимая женщина по имени Нинон и т. д. Также есть мнение, что в своей книге Гессе отразил так называемый «Крестовый поход детей» через Францию, Швейцарию и южную Германию, предпринятый художниками Густо Грезером и Фридрихом Мук-Ламберти А в самом образе Ордена многие видят черты масонского движения..